# Dmytro Bilokolos
Dmytro Sacharowytsch Bilokolos (* 23. Januarjul. / 5. Februar 1912greg. in Jehoriwka, Gouvernement Jekaterinoslaw, Russisches Kaiserreich; † 9. Februar 1993 in Kiew, Ukraine) war ein ukrainischer und sowjetischer Politiker. Bilokolos war vom 16. März 1966 bis zum 11. Juni 1970 Außenminister der Ukrainischen SSR.

## Biografie
Dmytro Bilokolos kam im Dorf Jehoriwka (ukrainisch Єгорівка) im heutigen Rajon Wolnowacha der ukrainischen Oblast Donezk zur Welt.
Bilokolos absolvierte bis 1931 die pädagogische Schule in Berdjansk und arbeitete anschließend als Lehrer in Stalino und Makijiwka.
1936 studierte er an der Universität Charkow Geschichte und arbeitete danach bis 1941 als Geschichtslehrer und Leiter einer Hauptschule. Von 1941 bis 1945 war er Soldat der Roten Armee im Deutsch-Sowjetischen Krieg.
Nach dem Krieg war Bilokolos zwischen 1947 und 1952 Leiter der Abteilung Propaganda und Agitation und Sekretär des Donezker Stadtkomitees der Kommunistischen Partei der Ukraine. Von 1952 bis 1955 studierte er an der Akademie für Gesellschaftswissenschaften beim Zentralkomitee der KPdSU in Moskau.
Von 1955 an war er Leiter der Abteilung für Wissenschaft und Kultur sowie Sekretär der Kommunistischen Partei des Regionalkomitees von Donezk.
1966 übernahm er unter dem Vorsitzenden des Ministerrates der USSR Wladimir Schtscherbitzki das vakante Amt des Ministers für Auswärtige Angelegenheiten der Ukrainischen SSR vom kommissarischen Amtsinhaber Anatolij Kysil (ukr. Анатолій Степанович Кисіль) und leitete in dieser Funktion unter anderem die Delegation der USSR von der 21. bis zur 24. Sitzung der Generalversammlung der Vereinten Nationen in New York.
1970 übernahm das Amt des Außenministers Heorhij Schewel (ukr. Георгій Георгійович Шевель) und Bilokolos wurde bis 1976 Außerordentlicher und bevollmächtigter Botschafter der UdSSR in Sambia und Botswana. Bilokolos ging 1976 in den Ruhestand und starb 1993 in Kiew.

## Ehrungen
Bilokolos wurde der Orden des Vaterländischen Krieges 1. Klasse, der Orden des Roten Sterns, die Medaille „Für die Verteidigung des sowjetischen Polargebietes“ und andere Auszeichnungen verliehen.